# اس‌اس واردها
اس‌اس واردها (به انگلیسی: SS Wardha) یک کشتی است که طول آن ۳۵۰ فوت (۱۱۰ متر) می‌باشد.